# Марко Пашалич
Марко Пашалич (хорв. Marco Pašalić, нар. 14 вересня 2000, Карлсруе) — німецький і хорватський футболіст, нападник клубу «Рієка» і національної збірної Хорватії.

## Клубна кар'єра
Народився 14 вересня 2000 року в німецькому Карлсруе. Вихованець юнацьких команд місцевих футбольних клубів «Гоффенгайм 1899», «Карлсруе СК» та «Штутгарт».
У дорослому футболі дебютував 2020 року виступами за другу команду «Штутгарта», за яку протягом сезону взяв участь у 35 матчах чемпіонату. 
2021 року перейшов до структури дортмундської «Боруссії», де здебільшого грав за другу команду. По ходу сезону 2022/23 взяв участь у своїй єдиній грі за «Боруссію» в Бундеслізі.
Влітку 2023 року гравець, що той час мав досвід виступів за хорватські збірні різних вікових категорій, перебрався на історичну батьківщину, ставши гравцем  «Рієки».

## Виступи за збірні
2016 року провів одну гру у складі юнацької збірної Хорватії (U-17).
Протягом 2021–2022 років залучався до складу молодіжної збірної Хорватії. На молодіжному рівні зіграв у чотирьох офіційних матчах.
Восени 2023 року дебютував в офіційних матчах у складі національної збірної Хорватії. Наступного року був включений до її заявки на Євро-2024.
| Дата       | Місто  | Господарі | Результат          | Гості    | Турнір            | Голи | Примітки |
| ---------- | ------ | --------- | ------------------ | -------- | ----------------- | ---- | -------- |
| 18-11-2023 | Рига   | Латвія    | 0 – 2              | Хорватія | Відбір до ЧЄ 2024 | -    | 80'      |
| 21-11-2023 | Загреб | Хорватія  | 1 – 0              | Вірменія | Відбір до ЧЄ 2024 | -    | 69'      |
| 23-3-2024  | Каїр   | Туніс     | 0 – 0 (4 – 5 п.п.) | Хорватія | товариський матч  | -    | 59'      |
| 26-3-2024  | Каїр   | Єгипет    | 2 – 4              | Хорватія | товариський матч  | -    | 60'      |
| Усього     |        | Матчів    | 4                  |          | Голів             | 0    |          |